# Бардахи-и-Асара, Дионисио
Дионисио Бардахи-и-Асара (исп. Dionisio Bardaxí (Bardají) y Azara; 7 октября 1760, Пуэртолас, Королевство Испания — 3 декабря 1826, Рим, Папская область) — испанский куриальный кардинал. Кардинал-священник с 8 марта 1816, с титулом церкви Санти-XII-Апостоли с 29 апреля 1816 по 27 сентября 1822. Кардинал-священник с титулом церкви Сант-Аньезе-фуори-ле-Мура с 27 сентября 1822 по 3 декабря 1826.